# Mpaka (Eswatini)
Koordinaten: 26° 25′ S, 31° 47′ O
Mpaka ist ein Ort in Eswatini. Er liegt in der Region Lubombo. Der Ort liegt 323 Meter über dem Meeresspiegel im Lowveld. Der Ort ist eine Streusiedlung mit ca. 4000 Einwohnern.
Mpaka ist ein Verkehrsknoten. Der Ort besitzt einen Bahnhof an der durch Eswatini führenden Nord-Süd-Strecke. Außerdem führt von Mpaka eine Strecke Richtung Osten nach Goba und Maputo in Mosambik (siehe auch: Schienenverkehr in Eswatini). Die Straße MR3 führt in Ost-West-Richtung durch Mpaka.
Rund zwölf Kilometer nordwestlich liegt der King Mswati III International Airport, der einzige internationale Flughafen in Eswatini für den zivilen Luftverkehr. Etwa zehn Kilometer nordöstlich von Mpaka liegt der Hlane Royal National Park.